# República da Carélia
A República da Carélia (russo:  Республика Карелия, tr. Respublika Karelia; em carélio: Karjalan tazavaldu; em finlandês: Karjalan tasavalta; em vepes: Karjalan Tazovaldkund) é uma divisão federal da Federação da Rússia. Sua capital é Petrozavodsk e seus idiomas oficiais são o carélio e o russo.
Localizada no noroeste da Federação da Rússia, tem 732 quilômetros de fronteira com a Finlândia. Sua extensão é de 180 000 km² e a população é de 766 mil habitantes. Mais de 49% da região é coberta de bosques e 25% do território é constituído por água: existem mais de sessenta mil lagos, sendo o Ladoga e o Onega os mais importantes. O comprimento total dos rios é de 83 000  km. 
Os minerais e os recursos florestais são as principais fontes de riqueza da república.

## Culinária
O pastel da Carélia é uma das iguarias mais conhecidas da região.

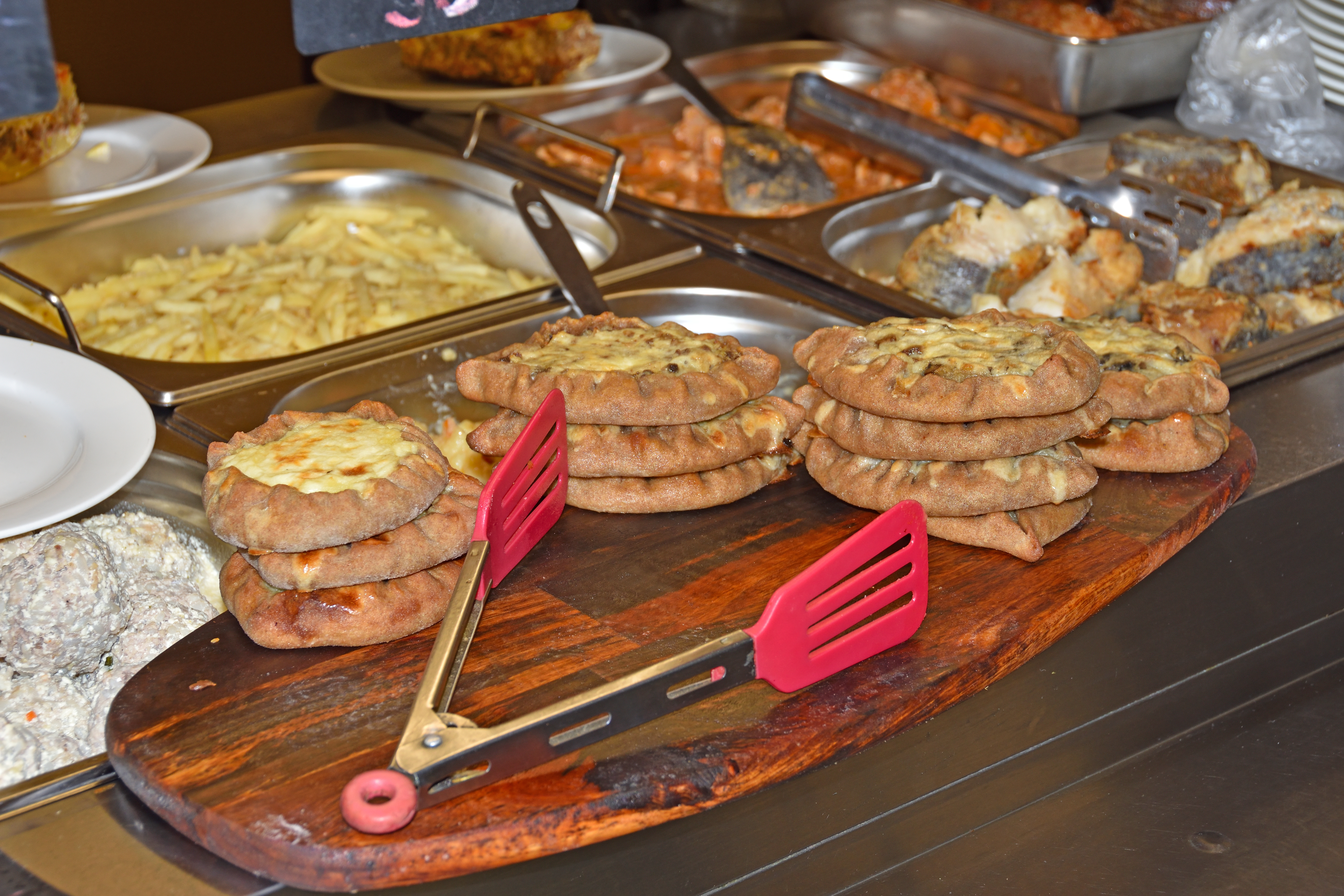
Pastéis da Carélia em Sortavala, na República da Carélia

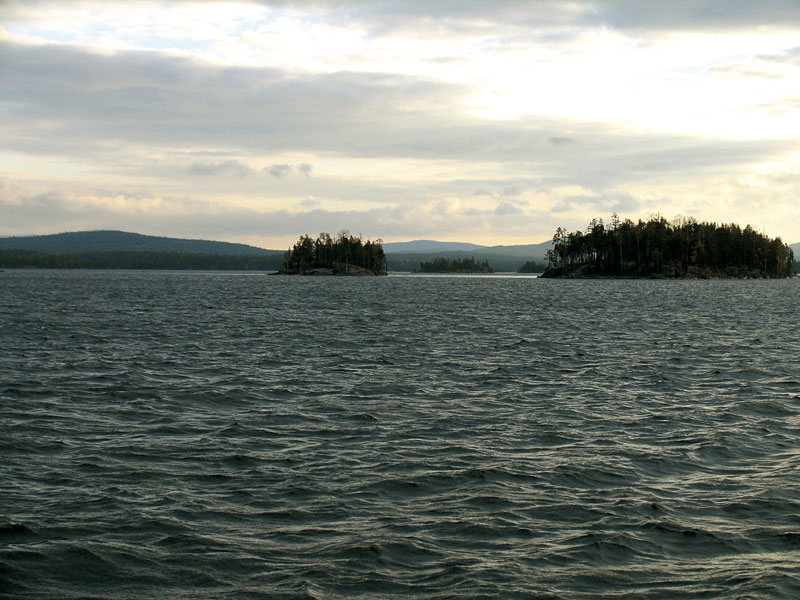
O reservatório Iovskoe na fronteira entre Murmansk e a Carélia